# Jayanthi Kuru-Utumpala
Jayanthi Kuru-Utumpala, en cingalés: ජයන්ති කුරු උතුම්පාල, (Colombo, 3 de septiembre de 1979) es una aventurera, escaladora profesional, oradora motivacional y activista LGBT y de los derechos de las mujeres de Sri Lanka. Es la primera persona de Sri Lanka en alcanzar la cima del Monte Everest, el 21 de mayo de 2016. Kuru-Utumpala es una defensora de los derechos de las mujeres en Sri Lanka y ha pasado la mayor parte de su vida investigando sobre estudios de género y derechos de las mujeres. En 2017, fue incluida en la lista de la BBC de las 100 mujeres inspiradoras e influyentes del mundo.

## Trayectoria
Su madre Jacinta era gerente en la industria hotelera y su padre Nissanka es ingeniero mecánico. Su hermano mayor, Rukshan, asistió al S. Thomas' College en Mount Lavinia.
Ingresó al Bishop's College en 1984 para cursar estudios de primaria y secundaria hasta 1998. Después, entró al Sri Lanka Foundation Institute en 1999 para obtener un diploma en periodismo y comunicación. Se incorporó a la Miranda House de la Universidad de Delhi en 2000 y obtuvo su licenciatura en literatura inglesa en 2003. También completó el curso básico de montañismo de 28 días de estilo militar y el curso avanzado de montañismo de 28 días del Himalayan Mountaineering Institute en 2003 y 2004 respectivamente. Obtuvo un diploma de posgrado en 2007 en estudios de la mujer de la Universidad de Colombo.Luego, ganó una beca para estudiar en la Universidad de Sussex en el Reino Unido, donde completó la Maestría en Estudios de Género en 2009. Realizó investigaciones sobre los derechos de las mujeres mientras realizaba sus estudios superiores y también ha dado discursos motivadores destinados a empoderar a las estudiantes.
Desde 2003, ha sido un miembro clave del movimiento de mujeres de Sri Lanka, así como parte del Women and Media Collective. Se desempeñó como especialista en género y sexualidad en CARE International Sri Lanka en abril de 2015. Fue nombrada en 2016 como la primera embajadora de buena voluntad para los derechos de las mujeres en Sri Lanka, por la entonces Ministra de Asuntos de la Mujer, Chandrani Bandara Jayasinghe. Como parte de su activismo feminista, junto con otras dos colegas, confundo Delete Nothing, una plataforma web destinada a documentar de forma anónima y segura los casos de violencia de género por delitos informáticos contra niñas, mujeres y personas queer y transexuales en Sri Lanka. Es Presidenta del Comité de Denuncias de Acoso Sexual del Comité Olímpico Nacional de Sri Lanka. Ha liderado campañas en redes sociales como #ClimbLikeAGirl y #SheTakesOnTheWorld.
Kuru-Utumpala se asoció con Johann Peries en 2011 con quien ha trabajando en varias expediciones exitosas, incluida la cumbre de Pico de Adán, Imja Tse en 2012, el Kilimanjaro en 2014 y su histórica cumbre del Monte Everest en 2016. Tras su más icónico logro, en 2017, escribió sobre su experiencia al convertirse en una plataforma pública poco común para desafiar los estereotipos de género en un artículo titulado: After Everest: can mountaineering tackle gender myths in Sri Lanka?,y también se publicó el libro Everest; A journey with Jayanthi Kuru-Utumpala and Johann Peiris.
También ha escalado en Paarl Rocks de Stellenbosch, Arneles Mendoza en Argentina, los Pirineos en España, la Sajonia Suiza en Alemania, ClimbLanka en Horana, entre otros. En febrero de 2019, Kuru-Utumpala y Peries firmaron oficialmente como embajadores de marca del Hatton National Bank.

## Expedición al everest
Desde 2012, Kuru-Utumpala y Peries se entrenaron para alcanzar la cima del Everest, con actividades como la natación y la escalada. En abril de 2016, el dúo anunció que tenían la misión de escalar el Monte Everest. Formaron la campaña Expedición al Everest de Sri Lanka, 2016. La expedición, que costó alrededor de 60 000 dólares estadounidenses por persona, contó con el apoyo de la empresa de montañismo International Mountain Guides, que les brindó apoyo guía, apoyo sherpa, logística, alimentación y alojamiento. Estuvieron acompañados por los sherpas nepalíes Ang Karma (Kuru-Utumpala) y Ang Pasang (Peries).
Kuru-Utumpala alcanzó con éxito la cima del monte Everest a las 5:03 horas del 21 de mayo de 2016, mientras que Peries no pudo completar la hazaña, ya que su tanque de oxígeno falló 400 metros antes de la cumbre, alcanzando una altura de 8 400 metros, que se ubica pasado el Campamento IV, el último campamento en la ruta de ascenso sur, en el Collado Sur. Kuru-Utumpala se convirtió en la primera mujer de Sri Lanka, así como la primera y única mujer de Sri Lanka, en alcanzar la cima del Monte Everest. La cumbre de Kuru-Utumpala también convirtió a Sri Lanka en el cuarto país del mundo, después de Polonia, Croacia y Sudáfrica, desde el cual una mujer fue la primera persona en alcanzar la cima del Monte Everest.

## Reconocimientos
Obtuvo un premio especial del canal de televisión Ada Derana como parte del premio Ada Derana de Sri Lanka del año en 2016. Un año después, en 2017,  fue incluida en la lista de la BBC de las 100 mujeres inspiradoras e influyentes de todo el mundo.
En marzo de 2019, el Parlamento de Sri Lanka la nombró una de las mujeres más influyentes y una de las mujeres impulsoras del cambio en Sri Lanka, coincidiendo con el Día Internacional de la Mujer. En agosto de ese mismo año, fue una de las 66 personas que recibieron honores nacionales  de manos del presidente de Sri Lanka, Maithripala Sirisena.
En 2023, fue reconocida con el Asia’s Winner del IOC Gender Equality, Diversity, and Inclusion Champions Award.